# Kimberly Geist
Kimberly Geist (Allentown, 29 aprile 1987) è un'ex pistard statunitense, due volte campionessa del mondo di inseguimento a squadre, nel 2017 e nel 2018.

## Palmarès

### Pista
- 2005

Campionati statunitensi, Scratch Junior
Campionati statunitensi, Inseguimento individuale Junior
- 2008

Campionati statunitensi, Inseguimento individuale
Campionati statunitensi, Inseguimento a squadre (con Alison Powers e Shannon Koch)
- 2009

Campionati statunitensi, Inseguimento a squadre (con Dotsie Bausch e Sarah Hammer)
- 2010

Campionati statunitensi, Inseguimento individuale
- 2011

Campionati statunitensi, Scratch
- 2014

Festival of Speed, Corsa a punti (Trexlertown)
Campionati statunitensi, Inseguimento individuale
Campionati statunitensi, Inseguimento a squadre (con Tela Crane, Elizabeth Newell e Jessica Prinner)
Campionati panamericani, Inseguimento a squadre (con Jennifer Valente, Elizabeth Newell e Amber Gaffney)
- 2015

Festival of Speed, Corsa a punti (Trexlertown)
- 2016

Campionati statunitensi, Americana (con Kimberly Zubris
- 2017

4ª prova Coppa del mondo 2016-2017, Inseguimento a squadre (Los Angeles, con Kelly Catlin, Chloé Dygert e Jennifer Valente)
Campionati del mondo, Inseguimento a squadre (con Kelly Catlin, Chloé Dygert e Jennifer Valente)
- 2018

5ª prova Coppa del mondo 2017-2018, Inseguimento a squadre (Minsk, con Kelly Catlin, Chloé Dygert e Jennifer Valente)
Campionati del mondo, Inseguimento a squadre (con Kelly Catlin, Chloé Dygert e Jennifer Valente)
Campionati panamericani, Inseguimento a squadre (con Jennifer Valente, Kelly Catlin e Christina Birch)
- 2019

Giochi panamericani, Inseguimento a squadre (con Christina Birch, Chloé Dygert e Lily Williams)
Giochi panamericani, Americana (con Christina Birch)

## Piazzamenti

### Competizioni mondiali
- Campionati del mondo su pista

Los Angeles 2004 - Corsa a punti Junior: 11ª
Los Angeles 2004 - Inseguimento individuale Junior: 3ª
Los Angeles 2004 - Scratch Junior: 14ª
Vienna 2005 - Inseguimento individuale Junior: 3ª
Vienna 2005 - Scratch Junior: 13ª
Saint-Quentin-en-Yvelines 2015 - Corsa a punti: 3ª
Saint-Quentin-en-Yvelines 2015 - Scratch: 8ª
Londra 2016 - Scratch: 17ª
Londra 2016 - Corsa a punti: 7ª
Hong Kong 2017 - Inseguimento a squadre: vincitrice
Hong Kong 2017 - Americana: 8ª
Apeldoorn 2018 - Inseguimento a squadre: vincitrice
Apeldoorn 2018 - Americana: 15ª
Pruszków 2019 - Inseguimento a squadre: 7ª
- Campionati del mondo su strada

Vienna 2005 - In linea Junior: 4ª

### Competizioni continentali
- Campionati panamericani

Aguascalientes 2014 - Inseguimento a squadre: vincitrice
Aguascalientes 2014 - Inseguimento individuale: 7ª
Santiago 2015 - Corsa a punti: 2ª
Couva 2017 - Americana: 2ª
Aguascalientes 2018 - Inseguimento a squadre: vincitrice
Aguascalientes 2018 - Americana: 3ª
- Giochi panamericani

Lima 2019 - Inseguimento a squadre: vincitrice
Lima 2019 - Americana: vincitrice